# Iridopsis pandrosos
Iridopsis pandrosos är en fjärilsart som beskrevs av William Schaus 1912. Iridopsis pandrosos ingår i släktet Iridopsis och familjen mätare. Inga underarter finns listade i Catalogue of Life.